# Новогеоргиевка (Днепропетровская область)
Новогеоргиевка (укр. Новогеоргіївка) — село,
Березовский сельский совет,
Покровский район,
Днепропетровская область,
Украина.
Код КОАТУУ — 1224282304. Население по переписи 2001 года составляло 34 человека .

## Географическое положение
Село Новогеоргиевка находится в 2,5 км от левого берега реки Вороная,
на расстоянии в 2 км от сёл Новопетровское, Запорожское и Камышеваха (Великоновоселовский район).
По селу протекает пересыхающий ручей с запрудой.

## История
- 1922 — дата основания.